# 大阪府立北野高等学校
大阪府立北野高等学校（おおさかふりつ きたの こうとうがっこう、英: Osaka Prefectural Kitano Senior High School）は、大阪府大阪市淀川区新北野に所在する公立高等学校。

## 概要
1873年（明治6年）、東大組（後の東区、現在の中央区）に創立の「欧学校」に起源を持ち、大阪府が最初に設置した旧制中学校「大阪府第一番中学校」の流れを汲む。
校名の「北野」は前学校所在地の地名によるもので、現学校所在地である十三への移転後も名乗り続けている（後述）。
太平洋戦争後1948年（昭和23年）の学制改革により、新制の高等学校の大阪府立北野高等学校に改編。大阪府立大手前高等学校（旧制の府立大手前高等女学校）と生徒・教職員を交流（入れ替え）し、男女共学となった。
全日制課程と定時制課程ともに普通科を設置していたが、定時制は2004年（平成16年）度の募集を最後として2007年度で廃止。全日制は2009年に大阪府教育委員会の進学指導特色校事業の対象校になり、2011年度より従来の普通科に加えて文理学科を併置した（普通科は2016年度の入学者選抜〈入学試験〉より廃止）。
なお、かつて2002年度から文部科学省スーパーサイエンスハイスクールに指定（2006年度まで）。2014年度から文部科学省スーパーグローバルハイスクールに指定されていた（2018年度まで）。

### 校名の由来
1901年3月、大阪府は大阪府立の中学校・高等女学校（同年4月開校予定の学校も含む）の校名について、同年4月より従来の設置順を表す数字の校名（いわゆるナンバースクール）をやめ、学校所在地の地名を取り入れた校名に改称する方針を打ち出した。これにより、当時北区堂島浜通（現・福島区福島）に所在していた本校は大阪府堂島中学校と改称した。翌1902年4月には北区北野芝田町（現・芝田）への移転に際して大阪府立北野中学校と改称した。
一方、当時は学校を新設する際に既設の学校内に仮校舎を設置して開校するケースが多く、これ以降に開校した新設校も、校地が決定するまで、あるいは新校舎へ移転するまでの間、一時的に設置順を表す数字の校名を名乗ることが多かった。1921年4月に大阪府立生野中学校（現・大阪府立生野高等学校）内に仮校舎を設置して開校した大阪府立第十三（じゅうさん）中学校は、校地が豊能郡豊中村（現・豊中市）に決定したことを受けて同年9月に大阪府立豊中中学校と改称し、翌1922年に移転した（現・大阪府立豊中高等学校）。
1931年4月に東淀川区十三南之町（現・淀川区新北野）への移転が決定した本校では、大阪府立十三（じゅうそう）中学校への改称に対して、府立一中のイメージが失われること、一時的に大阪府立第十三中学校を名乗っていた大阪府立豊中中学校と紛らわしくなることなどを理由に反対運動が起き、改称が見送られたとされている。
十三移転後も北野を名乗り続けた本校の影響から、1974年には十三南之町の町名が新北野の現行町名に改称されることとなった。

### 教育方針
文武両道をモットーとして掲げており、体育では学年・性別によってそれぞれノルマ（二重跳び男子50回以上など）が課せられ、達成できなかった場合は特別補講がある。水泳および持久走の授業を欠課した際は、休憩時間または放課後を利用しての補講が求められる。

### 進路
2022年度（令和4年度）の主な大学合格者数（浪人含む）は、国公立大学が京都大学91名、大阪大学64名、神戸大学31名、大阪公立大学44名、東京大学14名。私立大学が同志社大学164名、立命館大学93名、関西学院大学46名、関西大学40名、早稲田大学27名、大阪医科薬科大学17名、慶應義塾大学12名、明治大学12名などとなっている。

## 沿革

### 年表
（年表節の主要な出典は公式サイト と平成30年版の学校案内 と同窓会サイト）
- 1873年（明治6年） - 4月、東大組に位置する「難波御堂（南御堂）」内に欧学校を設置（のちの大阪市東区。現：中央区久太郎町4丁目）。5月、集成学校と改称
- 1874年 - 9月、東大組今橋5丁目（現：中央区今橋4丁目）に東進級学校、西大組靱南通4丁目（現：西区靱本町2丁目）に西進級学校の計2校が開校。11月、東進級学校を南御堂内に移転
- 1876年 - 9月、西進級学校を東進級学校に合併し、進級学校となる
- 1877年 - 6月、第4大区（現：北区）常安町（現：中之島4丁目）の新築校舎に、集成学校・進級学校・大阪府師範学校の3校が移転。8月、集成学校と進級学校が合併して大阪府第一番中学校と称する
- 1879年 - 2月、大阪府中学校と改称
- 1880年 - 6月、大阪府会が中学校予算を全額削除。7月、有志の手で私立の中学校として維持
- 1881年 - 2月、府立中学校廃止の布達取消し。7月、府立中学校を廃して、大阪師範学校[9] に中等科を設置[10]。その別科として大阪師範学校別科大阪府中学校と称する
- 1883年 - 7月、大阪師範学校より分離して府立大阪中学校となる。11月、北区堂島浜通3丁目に移転（旧中津藩邸。現・大阪市福島区福島1丁目）
- 1884年 - 1月、府立大阪中学校として開校式
- 1886年 - 10月、中学校令による旧制中学校の府立大阪尋常中学校と改称（修業5年間）。
- 1887年 - 9月、西区江戸堀北通1丁目の東江尋常小学校分校に一時移転（現：西区江戸堀1丁目の大阪市立西船場小学校）
- 1889年 - 4月、堂島の旧敷地に新校舎落成移転。六稜の校章を採用
- 1895年 - 1月、大阪府第一尋常中学校と改称
- 1896年 - 3月、生徒188名を新設の大阪府第五尋常中学校（現：大阪府立天王寺高等学校）へ分割
- 1899年 - 4月、大阪府第一中学校と改称
- 1901年 - 4月、大阪府堂島中学校と改称。6月、大阪府立堂島中学校と改称。西成郡中津村大字下三番に移転（文部省告示第114号7月29日付で位置変更を認可[11]）
- 1902年 - 4月、大阪府立北野中学校と改称。5月、北区の北野芝田町[12] に新築移転（現：芝田2丁目、大阪府済生会中津病院付近）
- 1931年（昭和6年） - 4月、東淀川区の十三南之町1丁目の新校舎に移転（文部省告示第249号5月11日付で位置変更を認可[12]。現在地。落成式は翌1932年）
- 1937年 - 4月、大阪府立北野夜間中学開校（文部省告示第19号1月25日付で4月開校を認可[13]。定時制の前身）
- 1945年 - 3月、太平洋戦争中の大阪大空襲により入試を中止（全員が入学）。6月、大阪大空襲により校舎一部を焼失、生徒9名死亡
- 1948年 - 4月、戦後の学制改革により大阪府立北野高等学校に改編（北野夜間中学を合併）。大阪府立大手前高等学校（旧制の大阪府立大手前高等女学校）と教職員・生徒を半分ずつ交換して男女共学に
- 1971年 - 4月、創立記念日を4月20日に改める
- 1974年 - 7月、淀川区に新設に伴い、所在地の町名が新北野に変更される
- 2002年（平成14年） - 4月、大阪府教育委員会からエル・ハイスクール事業の指定を受ける（2003年度から2007年度まで）
- 2009年 - 3月、定時制を廃止（閉課程）。4月、府教委から進学指導特色校事業に指定
- 2011年 - 4月、普通科に加え、文理学科を設置
- 2016年 - 4月、普通科の募集を停止

## 基礎データ

### 交通アクセス
鉄道
- 阪急電鉄十三駅より南西へ約700m（徒歩で約10分）
- JR西日本（東海道本線）塚本駅より東へ約1km（徒歩で約13分）

バス
- 大阪シティバス「北野高校前」バス停より約23m（徒歩で約1分）

### 象徴
校章
六稜の校章は1889年（明治22年）4月に採用された。以前は旧制中学校の「中」の文字そのまま、次いで上下から寄せて蝶に似た形の「中」の文字だったが、本校教員・森田専一（数学）が中心で交わる対角線を引いた六稜を考案、同じく林正治（兵式体操）が「中」の文字に見えるように孔を入れて加工し、第4代校長・矢部善蔵が校章に採用したとされる。
その後、1895年（明治28年）創立の二中（現：三国丘）から1942年（昭和17年）創立の十七中（現：布施）まで、五稜の校章を採用した1940年（昭和15年）創立の十六中（現：池田）を除く15校も六稜の校章を採用し、創立順の漢数字、校名の漢字一字または図案化した意匠、家紋等を中央に配した。ただし、1895年（明治28年）創立の四中（現：茨木）は1909年（明治42年）に六稜の校章をやめて別の校章に変更した。
1948年（昭和23年）の新制高等学校への改編を期に三国丘、八尾、岸和田、四條畷、豊中、鳳の6校も六稜の校章をやめて別の校章に変更したが、天王寺、市岡、富田林、今宮、高津、生野、住吉の7校は本校と同様に六稜の校章を新制高等学校としても受け継いでおり、布施は旧制中学校時代と新制高等学校とで意匠は異なるが六稜の校章であることに変わりはない。1972年（昭和47年）創立の堺東は「中」ではなく「東」の文字に見立てて六稜の校章を採用した。
校歌
現在の校歌は1915年（大正4年）11月、土井晩翠による作詞、岡野貞一による作曲で、大正天皇即位の大典記念の一つとして制定された。1～5番まで存在するが、全て歌われることは少ない。
校風

## 授業
前後期制を採用し、授業は1時限65分間。年5回の定期考査と、1、2学年には年3回長期休暇後の宿題考査がある。「授業第一主義」がモットーである。特に数学に力を入れ、進度も早く、補講も随時行われる。
かつて2002年度の文部科学省スーパーサイエンスハイスクール指定にあわせ、理系教育の推進向上のため、1学年の8クラス中2クラスをSS（スーパーサイエンス）クラスとし、入学後に希望者から選抜。SSクラスでは、1つのテーマを1年間研究し成果を発表する「課題研究」というカリキュラムがあった（2011年度の文理学科併置で新規SSクラス開設を廃止。「課題研究」は文理学科・普通科問わず全員が実施）。

## 学校行事
球技大会（5月）
男女2種目ずつクラス対抗で実施。各クラスが自作したクラスＴシャツを着る。クラスＴシャツ係はデザインから発注、集金などを行い、大会までに完成させなければならない。
六稜祭（文化祭）（6月）
秋にあるべきだが大学受験を考慮し、新学年のクラスに馴染んでいない時期に行われる。3年生は自由参加で、旧学年のクラスで集まったり、所属部活単位で参加するものもいる。
水泳大会（9月）
プールの周りに集まる全校生徒の応援の中、全員が種目をこなす。かつて1日の前半が授業、後半が水泳大会という構成で2日かけて行われていたが、現在は1日開催。
体育大会（10月）
体育科の一授業として行われる。始まりの入場行進および体操、米騒動は伝統があり、直前2週間ほどのすべての体育授業で行進練習、体操練習を行う。
体育大会で2年生が行う「仮装」は修学旅行と並ぶ大イベント。
遠足（10月）
クラスの親睦を深めるために年1回行われる。場所等はクラスごとに自由に計画する。
音楽フェスティバル(文芸祭)（12月）
通称「音フェス」。1992年から始まり、2000年に文化芸術祭内舞台発表という位置づけに変更された。現在は吹田市文化会館（メイシアター）や、池田市民文化会館（アゼリアホール）を一日借り切って行う。
音楽選択者がクラスごとに合唱発表する他に、音楽系クラブの演奏、オーディションにより選考された有志による演奏、音楽選択者による学年合唱などがある。
断郊競走（2月）
淀川の河川敷を、男子は10km、女子は7km疾走する。走行距離こそ変わったが、1935年（昭和10年）から毎年行われている（1946年、2021年を除く）。
卒業生の手塚治虫（漫画家兼アニメーター兼医師）は10位以内に入った。ちなみに「断郊」とは「クロスカントリー」の和訳（横断郊外）の略である。
ほかに、修学旅行（2年時）、勉強合宿（1年時）がある。

## 学校施設
校舎は2003年（平成15年）に卒業生でもある建築家竹山聖の設計により完成した。外観は打放しコンクリートで、内部はコンクリート塗装とフローリングを中心の無機質さの中に、「空間」と「広がり」をデザイン。公立高校の校舎とは思えない、モダンなつくりになっている。
旧校舎の壁に、米軍のグラマン戦闘機(F6F)の機銃掃射の跡があった。その壁の一部が「メモリアルウォール」として保存され、記念碑が設けられている。
校内には卒業生の植物学者笹部新太郎が開発した笹部桜が植えられており、春には校門から校舎までの道を桜並木が彩る。校門前には旧制北野中学の頃のモニュメントもある。
北端には高校では全国でも最大規模の図書館があり（図書室ではなく地上2階、地下1階の別館）、地上に約2万冊、地下の書庫に約4万5千冊の計7万冊近くの蔵書があり、戦前の蔵書も少なくない。1階部分は自習室となっている。
屋上には、卒業生の石川勇 により作られた鏡面半径51cmの望遠鏡が設置されている（2003年設置）。望遠鏡は年に数回、生徒の天体観察や課題研究にも使用され、文化祭で一般公開される。
高校レベルでは珍しい50mプール（オリンピックサイズ・プール）がある（1943年8月に竣工式、1971年3月に改築工事が竣工）。

### 年表
- 1953年（昭和28年） - 10月、旧図書館および旧食堂建設
- 1961年 - 5月、生徒クラブ部室（鉄筋コンクリート2階建）竣工
- 1962年 - 6月、急増対策校舎新館（鉄筋コンクリート2階建校舎）竣工
- 1968年 - 7月、図書館竣工
- 1976年 - 2月、第二体育館焼失
- 1978年 - 2月、食堂付設新体育館竣工。6月、既設クラブ部室の一部2階増築竣工
- 1980年 - 8月、第2新館（鉄筋3階建校舎）竣工。10月、クラブ部室（鉄筋2階建）竣工（旧平屋建部室取壊し）
- 1985年 - 4月、北野中学校跡記念碑の除幕式（大阪府済生会中津病院の前庭）
- 1986年 - 6月、大阪大空襲で死亡の生徒殉難之碑除幕式。10月、高校生の急増対策プレハブ校舎（鉄骨2階建）竣工
- 1998年（平成10年） - 10月、校舎改築工事に着工
- 2003年 - 10月、校舎改築工事の全工程竣工

## 諸活動

### 部活動
硬式野球部は春4回（第20回大会・第21回大会・第22回大会・第24回大会）、夏1回（第13回大会）の計5回甲子園に出場している。このうち春の第21回大会では優勝しており、これは春夏通じて大阪府の公立勢による唯一の甲子園優勝となっている。また、夏は第2回大会から地方大会（大阪大会）に参加し、第9回大会の1回不参加があるだけで、明星高等学校（第27回大会と第61回大会の2回不参加）および大阪府立八尾高等学校（第7回大会と第8回大会の2回不参加）と並んで、皆勤校である大阪府立市岡高等学校、第2回大会から連続参加している桃山学院高等学校に次いで3番目に参加回数が多い。
ラグビー部は1923年（大正12年）に創部し、1939年1月より4年連続全国中等学校ラグビー大会出場（1942年に第24回全国中等学校ラグビー大会優勝）。1987年12月には3年生の橋下徹らが第67回全国高校ラグビー大会に出場したが、2014年（平成26年）に部員2人だけとなり、翌2015年秋に部員ゼロで一時休部状態となっていた。
文化部
- 文藝
- ESS
- 物理研究
- 化学研究
- 生物研究
- 地学研究
- 美術
- コーラス
- オーケストラ
- 吹奏楽
- 書道
- 写真
- 演劇
- 放送
- 映画研究
- 囲碁将棋
- ダンス
- 園芸
- ジャズ・フォークソング
- クイズ研究
- 数学研究

運動部
- 陸上競技
- 水泳
- 器械体操
- 柔道
- 剣道
- 合気道
- サッカー
- 男子バレーボール
- 男子バスケットボール
- 男子ハンドボール
- 女子ハンドボール
- 男子テニス
- 卓球
- 山岳
- 女子バレーボール
- 女子バスケットボール
- 女子テニス
- バドミントン

同好会
- 女子サッカー
- 茶道
- モルック
- 百人一首[24]

## 高校関係者と組織

### 関連団体
- 六稜同窓会 - 同窓会。読み方は「りくりょう」。1924年4月に発足。1931年11月、同窓会館「六稜会館」が竣工。2003年3月、新校舎と同じく竹山聖の設計により新たに竣工した。なお、1973年に100周年事業としてウメの木22品種880本を大阪市に寄付。結果10月に大阪城公園内に梅林が造成された[25]
- 北辰会 - 定時制の同窓会。読み方は「ほくしん」。